# Vamba Omar Sherif
Vamba Omar Sherif, né en 1973 à Kolahun, dans le nord du Liberia, est un écrivain libérien réfugié aux Pays-Bas. 

## Biographie
C'est un écrivain plurilingue né dans un milieu d'intellectuels noirs. Le jeune Vamba parle déjà trois langues africaines plus l'anglais quand son père devient professeur d'université au Koweït. Vamba y apprend l'arabe et y fait connaissance avec les littératures africaines, anglaise et arabe. 
Pendant la guerre du Koweït, en 1991, la famille se réfugie d'abord en Syrie, puis, en 1993, aux Pays-Bas. Pour pouvoir faire des études de droit, il apprend le néerlandais et en même temps, afin de surmonter les expériences pénibles de sa jeunesse, il se met à écrire son premier roman, en anglais : The Land of the Fathers (Le Pays des pères); le roman est publié en 1999 en anglais et en néerlandais.
En 2003 suivra The Kingdom of Sebah (Le Royaume de Sebah), sur une famille africaine aux Pays-Bas. 
En 2000, au Libéria, Sherif se trouve face à face avec le dictateur Charles Taylor. Cette rencontre l'inspire à écrire un roman policier sur les relations de pouvoir : Bound to Secrecy (2007, La Loi du silence). 
Même s'il vit aux Pays-Bas, Vamba Sherif se considère comme un auteur libérien.